# 周瑋
周瑋（1617年11月13日—1666年），字席之，號蘭瑜（一作号藍瑜）。山西太原府榆次縣人。崇禎六年癸酉科中式山西鄉試第十四名舉人，崇禎十六年癸未科會試易二房，中式第287名，殿試三甲242名，兵部觀政，入清授直隸清苑縣知縣，歷任刑部主事、員外郎、郎中，直隸順德府知府。後坐事遷深州知州。